# ガチャムク
『ガチャムク』は、BSフジにて2018年7月8日から放送されている子供向け番組。ガチャピンとムックの冠番組である。

## 概要
2018年3月25日をもって放送を終了したBSフジ『ポンキッキーズ』及び「ポンキッキシリーズ」の実質的な後継番組として放送を開始した。「ポンキッキシリーズ」でメインキャラクターであったガチャピンとムックを司会とし、お姉さん役としてE-girlsの須田アンナと武部柚那を起用した。ガチャピンは2007年〜2013年放送の『ガチャピンClub』以来の進行役となった。
スタッフは「ポンキッキシリーズ」から刷新されているが、地上波放送時代の「ポンキッキシリーズ」でディレクターを務めた春日聡をプロデューサーに起用するなど一部スタッフは継承されており、「ポンキッキシリーズ」の人気コーナーや楽曲映像を流用したコーナーも含まれている。
2000年以降ガチャピン・ムックの出演番組及び「ポンキッキシリーズ」を手掛けたフジテレビKIDSは2018年6月に業務終了、解散した為、本番組はBSフジとフジテレビの制作となっている。
2020年6月28日を以って須田アンナ、武部柚那が番組から卒業し、翌週の7月5日からはGirls2の鶴屋美咲と山口綺羅が起用される。
同年10月4日から放送時間が30分繰り下げられ、9:00 - 9:30に変更された。美咲と綺羅が出演していた『ガールズ×戦士シリーズ』と同時刻での放送になり、同シリーズの『ポリス×戦士 ラブパトリーナ!』では、美咲が演じた『魔法×戦士 マジマジョピュアーズ!』と、綺羅が演じた『ひみつ×戦士 ファントミラージュ!』が登場する回が存在し、地上波とBSで放送波は異なるものの裏かぶりを避けるため、それに該当する放送日（2021年5月23日・6月6日・13日・27日）は、美咲と綺羅の出演は無かった。
2022年4月3日は、ガチャピンとムックの誕生日である4月2日の翌日として、『ガチャムク誕生日スペシャル』と題した1時間特番（8:30 - 9:30）が放送された。また、同年4月9日からは、土曜朝（6:30 - 7:00）に放送時間が変更された。
2023年3月25日を以て美咲と綺羅は卒業。4月1日からは『beポンキッキーズ』（BSフジ）でMCを務めていた鈴木福を起用している（顔出し出演者が従来の女性のコンビから男性1人体制に変更された）。
2023年度以降は出演者のスケジュールの都合で、番組内容の再放送が多く、全編新作は年3回程度となっている。なお「ガチャピンちゃんねる」、「名曲ライブラリー」は毎週差し替え、「ガチャムクニュース」は毎週新作を放送している。
2024年9月を持って「開け!キャラクターのとびら きゃらトビ!」の終了で、地上波から再び子供向け番組が消滅したことから、当番組がフジテレビが制作する唯一の子供向け番組となっている。

## 出演

### 現在の出演者
2018年7月8日(初回)～
- ガチャピン
- ムック

2020年3月～
- コニーちゃん - 『ジャカジャカジャンケン』のコーナーのみ登場。途中から名前クレジットが表示されるようになった。

2023年4月1日～
- 鈴木福

### 過去の出演者
2018年7月8日(初回)～2020年6月28日
- 須田アンナ（E-girls）- 番組内ではおもに「アンナ」表記。
- 武部柚那（E-girls）- 番組内ではおもに「ユズ」表記。

2020年7月5日～2023年3月25日
- 鶴屋美咲(Girls²) - 番組内ではおもに「ミサ」表記。
- 山口綺羅(Girls²) - 番組内ではおもに「キラ」表記。

## コーナー
- ガチャピン伝説 - 過去のガチャピンチャレンジの映像を放送。
- 世界の観光地 - 世界の有名な観光地をガチャピンとムックが訪れる（実際は資料写真を背景としたハメコミ映像）。
- ガチャムク美術館 - ガチャピン・ムックを題材にした一枚絵。
- 好き嫌い応援団 - 子役が一人出演し、食べやすく加工された状態で出された「嫌いな食材」の完食にチャレンジする。チャレンジ中、ガチャピンとムックは傍らで応援する。
- ムックがみてる - 「いけないこと」をしている映像が流れ、カメラが背後をズームすると、ムックが見ているというコーナー。
- 回文21面相 - 出演者で回文を披露。視聴者からの募集も行う。冒頭に流れる同名楽曲は省略されることもある。
- ガチャピン恐竜講座 - 恐竜に関する豆知識コーナー[3]。
- ふしぎなはなし - ムックが披露した不思議な現象を、実際に実験して確認する。
- 動物のおなら - 動物のおならの音を流すコーナー。
- 大人も知らない世界のことわざ - 外国のことわざを一つ紹介。
- なんでこの名前になったのでしょう - 身近なものの名前の語源を出演者4人で探るコーナー。回答は“言葉のえらい人”として、金田一秀穂が行う。
- このマークはどういういみ？ - 街で見掛けるピクトグラムや交通標識を紹介、解説。
- カタカナえいご - 簡単な英語のフレーズをパックンが紹介。
- 私は怒っているんです！ - マナー違反を冒したADをミサ・キラが叱りつける。
- ジャカジャカジャンケン - 2020年3月より「ポンキッキーズ」シリーズでお馴染みだったコーナーをリニューアルし放送。音楽、デザイン、アニメーション等が一新された。コニーちゃんの声優は非公開。キャラクターデザインはコニーちゃんのイラストでおなじみ、木原庸佐。
- YouTubeを見てみよう - YouTubeチャンネル・ガチャピンちゃんねるの動画を見るコーナー。速水もこみち出演のもこガチャムクキッチンなどを再編集し流す[4]。コーナー最後には「YouTubeでガチャピンを検索してみよう」と促される。
- ガチャムクソング - 歴代ポンキッキシリーズの名曲をおもにガチャピン、ムックが歌い直すコーナー。当時の音源をそのまま流す場合もある。
  - ものの数えかたのうた - 「いっぽんでもにんじん」ミサ・キラ加入後、振付ありの映像にリニューアルされた。
  - やさしいきもちになるうた - 「おっぱいがいっぱい」
  - なんだかちょっとこわいうた - 「たべちゃうぞ」
  - かなしいきもちになるうた - 「およげ!たいやきくん」
  - いろんなかたちがわかるうた - 「まる・さんかく・しかく」
  - おおいそがしのままのうた - 「パタパタママ」振付ありの映像にリニューアル。
  - 「ドキドキドン!一年生」
  - ママといっしょにいたくなるうた - 「ママのおなか」
  - 「ホネホネロック」ロック調に編曲。初回放送時にはムックがOKAMOTO'Sに依頼した模様も含めたメイキングが流れた。
- ガチャムク体操合戦 - ガチャピン「いっとうしょうたいそう2」、ムック「トンガリたいそうNo.5」
- ガチャムク歌合戦 - ガチャピン「はたらくくるま」、ムック「ぼくはでんしゃ」
- ガチャムククリスマスソングスペシャル - ガチャピン「あわてんぼうのサンタクロース」、ムック「ジングル・ベル」
- ガチャピン・ムック 名曲ライブラリー - かつてポンキッキシリーズで放送していた名曲を映像で流すコーナー。

### エンディング
- 中国語がちょっとわかる歌 - 「カンフーレディー」を流し、視聴者からの踊ってみた動画の募集も行う。楽曲の音源や映像はポンキッキ時代のものを使用。ミサ・キラ加入後、出演者全員で振付を披露する映像にリニューアルされた。
- なんだかたのしいきもちになるうた - 「みんなともだち」が流れると同時に、出演者全員で振付を披露する。視聴者からの動画もカンフーレディー同様に募集。
- ガチャムクニュース - ガチャムクグッズの紹介、ガチャピンやムックのSNS公式アカウントの紹介など。

## 放送時間
- すべて日本時間で表す。

| 期間      | 期間      | 放送時間（JST）          | 備考 |
| --------- | --------- | ------------------------ | --- |
| 2018.7.8  | 2020.9.27 | 日曜 8:30 - 9:00（30分） | 地上波での次の番組でもある特撮作品「ガールズ×戦士シリーズ」が放送されており、その次の地上波での番組『JAPAN COUNTDOWN』が放送されている。2020年4月以降、同番組は土曜朝9:30に放送されるに伴い、新たに設ける事となったアニメ『トミカ絆合体 アースグランナー』が放送開始されている（同年10月以降は地上波での次番組となっている）。 |
| 2020.10.4 | 2022.4.3  | 日曜 9:00 - 9:30（30分） | 放送時間の変更を受け、『トミカ絆合体 アースグランナー』が地上波としての次番組が放送されていたため、「ガールズ×戦士シリーズ」が地上波での裏番組が放送されている。2021年4月4日より『マジカパーティ』が放送されていたが、放送終了の2022年4月3日までこの時間帯でテレビアニメ・特撮が放送されている。                               |
| 2022.4.9  | 現在      | 土曜 6:30 - 7:00（30分） | 前述同様、日曜朝9:00への移動により放送時間が6:30枠に移動。 |

## スタッフ
- 振付︰斉藤有紗
- 美術：橋本昌和、鈴木真吾（共にフジアール）
- デザイン：斎田崇史（フジテレビ／フジアール）
- CG：鈴木鉄平（フジテレビ）
- 撮影：今井健一（fmt）
- VE：佐野裕一（fmt）
- 照明：谷口明美（fmt）
- AUD：盛田浩尉（fmt）
- 編集：吉田裕樹、横田勇一、清野一彦、山口永詩、植田純平、渡部敦也、金子祥（共にIMAGICA）
- MA：古川小百合
- 音響効果：西山知史
- 編成：太田羽奏（BSフジ）
- 広報：木内真子（BSフジ）
- 制作進行：長尾まどか
- ディレクター：千葉くらら
- 演出：稲本祐子（FCC、2023年2月頃 - ）
- プロデューサー：石橋広大（フジテレビ、2022年10月1日 - ）、春日聡（FCC）
- 制作協力：FCC
- 制作・著作：BSフジ、フジテレビ

### 過去のスタッフ
- 構成：酒井健作、下田雄大、山口トンボ
- VE：桂明宏（fmt）
- AUD：佐藤博隆（fmt）
- 編集：渡辺寛樹、粟野千春、上元幸乃（IMAGICA）
- MA：吉田肇（casinodrive）
- 編成：大森慎司、井上立樹、岡田沙耶（BSフジ）
- 広報：大野左紀穂、真田夏希、町田彩子（BSフジ）
- 制作進行：宮崎亨
- AP：三井静香（FCC、2018年8月5日 - ）
- AD：伊保内光季
- ディレクター：蔡理皓、近藤いさむ[5]、開発太志[6]、村田穂乃香[7]、金只和史
- 演出：鈴木一休（FCC）
- プロデューサー︰下川猛（フジテレビ）